# Booser Eifelturm
Der Booser Eifelturm bei Boos in der Vulkaneifel ist ein 25 Meter hoher Aussichtsturm.

## Lage
Der Booser Eifelturm steht in einer Höhe von 553 m ü. NHN auf dem nordwestlich von Boos gelegenen Schneeberg im rheinland-pfälzischen Landkreis Mayen-Koblenz. Er ist rund fünf Kilometer südöstlich des Nürburgringes, an der Ostseite des Booser Doppelmaars im Naturschutzgebiet „Booser Maar“ gelegen und über Wirtschafts- und Wanderwege erreichbar.

## Beschreibung

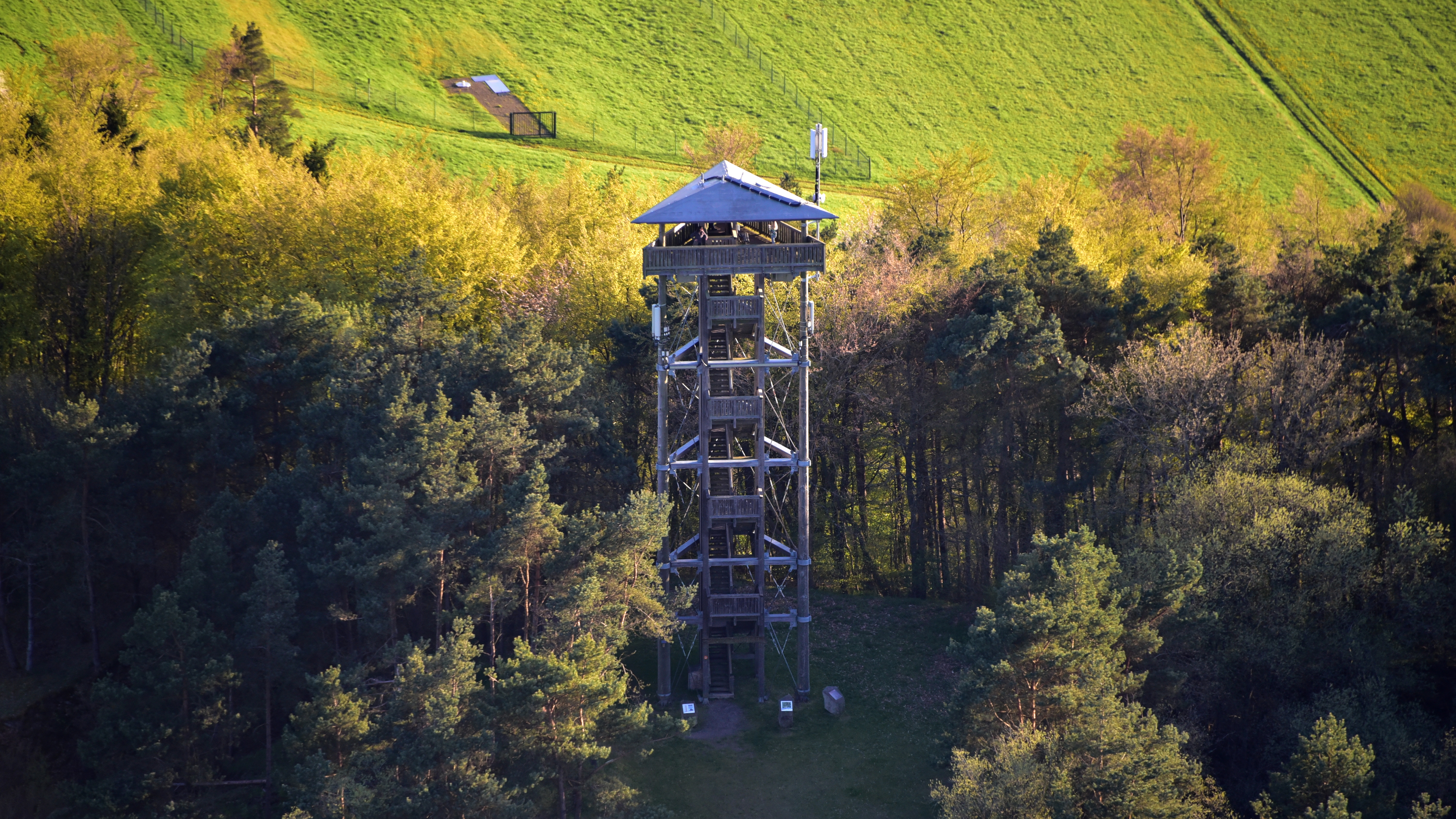
Booser Eifelturm, Luftaufnahme (2016)

Der 2003 in Holzbauweise gefertigte Turm hat eine dreieckige Grundfläche und wird von drei Rundholzstämmen getragen, die von Douglasien aus dem Booser Wald gewonnen wurden und auf einem Betonfundament ruhen. Er wurde auf dem Boden liegend zusammengebaut und am 6. Dezember 2003 von zwei Kranfahrzeugen aufgestellt. Insgesamt wurden für den Turm 9,5 m³ Rundholzstämme, 22,5 m³ Brettschichtholz und 10 m³ Bauholz benötigt. Am 8. Mai 2004 wurde der Eifelturm offiziell eingeweiht.
Der Aufstieg zur 21,5 Meter hoch liegenden überdachten Aussichtsplattform erfolgt über eine Holztreppe mit insgesamt 125 Stufen und acht Zwischenpodesten. Von oben bietet er einen Panoramablick über die Eifel bis zum Westerwald (nordöstlich jenseits des Rheins) und zum Hunsrück (südöstlich jenseits der Mosel).
Der Booser Eifelturm ist fast baugleich mit der 28 Meter hohen Vulcano Infoplattform in Steineberg, die ebenfalls 2003 errichtet wurde, jedoch um ein Treppensegment höher ist als dieser Turm. Seit Oktober 2024 ist der Turm und sein Umfeld bis auf Weiteres gesperrt. Es soll Einsturzgefahr bestehen.